# Lastours
Lastours é uma comuna francesa na região administrativa de Occitânia, no departamento de Aude. Estende-se por uma área de 2,80 km². Em 2010 a comuna tinha 160 habitantes (densidade: 57,1 hab./km²).